# Misiunea distrugătorului Neistovîi
Misiunea distrugătorului „Neistovîi” (titlul original: în rusă Повесть о «Неистовом», transliterat: Povest o „Neistovom”) este un film dramatic de război, realizat în 1947 de regizorul Boris Babocikin, protagoniști fiind actorii Boris Babocikin, Aleksei Alekseev, Ceslav Sușkevici și Dmitri Dubov. 
Filmul relatează despre acțiunea de luptă a distrugătorului „Neistovîi” (în rusă frenetic, furios) din Marea Barents pentru a însoți și proteja un vas petrolier. Filmul a fost turnat în vara anului 1943.

## Conținut
Una dintre navele Flotei de Nord, distrugătorul „Neistovîi”, i se ordonă să escorteze un petrolier încărcat cu combustibil pentru bazele aeriene nordice, trebuind să treacă prin zona de operare a submarinelor germane din Marea Barents. Pe drum, distrugătorul se luptă cu un submarin german. Avariat de exploziile bombelor de adâncime, submarinul încearcă să fugă.
Comandantul Nikitin dă ordin să înceteze urmărirea submarinului și să se întoarcă la petrolierul abandonat. Cisterna ajunge în siguranță la destinație. La întoarcere, căile distrugătorului și submarinului inamic se întretaie din nou...

## Distribuție
- Boris Babocikin – Nikitin, comandantul  distrugătorului „Neistovîi”
- Viktor Mironov – Karpov, ofițerul politic
- Aleksei Alekseev – Dobrodomov, locotenentul în vârstă
- Ceslav Sușkevici – Vențov, navigator
- Dmitri Dubov – Makovkin, doctorul
- Viktor Proklov – Zabolotnîi
- Ivan Kuznețov – Katrici, mecanic
- O. Merțedin – Soloviov, ofițer comandor
- Aleksandr Baranov – Gradov
- Aleksandr Greceanîi – maistrul Pașkov
- Piotr Savin – Kocetkov
- Mihail Gluzski – Tarapata
- O. Vankov – matroz pe „Neistovîi”
- M. Ataev – matroz pe „Neistovîi”
- A. Karasev – matroz pe „Neistovîi”
- V. Kliș – matroz pe „Neistovîi”
- I. Trainin – matroz pe „Neistovîi”
- V. Sudarev – matroz pe „Neistovîi”
- Ivan Pereverzev – Mezențev, comandantul „126”-ului
- Leonid Kmit – Filatov, transmisionist pe „126”
- Aleksandr Smirnov – Ilia Lastocikin, matrozul din Odesa pe „126”
- B. Kazanski – Senușkin, matroz pe „126”
- V. Bondareva – Ekaterina Voiko, metereolog din insula Dikson
- Galina Frolova – locotenet Kuzmina
- E. Feoktistova – Mașa
- E. Kravcenko – Mezențeva
- Mihail Derjavin – comandantul flotei
- Boris Bovîkin – Volodea
- Lev Potiomkin – Nefiodov, ofițerul de serviciu